# Autonomia
Die Autonomia war eine soziale Bewegung im Italien der 1970er Jahre, die sich aus Arbeitern, Studenten und Jugendlichen zusammensetzte. Zu den Kennzeichen der Autonomia gehörten der Kampf gegen die Arbeit, die Ablehnung etablierter Politikformen (Parteipolitik) und Institutionen (auch der traditionellen Gewerkschaften), die Nichtanerkennung der bürgerlichen Legalität und des staatlichen Gewaltmonopols, die direkte Aneignung der gesellschaftlichen Bedürfnisse (durch „proletarisches Einkaufen“, kollektives Schwarzfahren, Hausbesetzungen, Mietstreiks etc.) sowie eigene Strukturen einer autonomen Gegenkultur (centri sociali, eigene Verlage, freie Radios und alternative Medien). Die Bewegung der Autonomen in Deutschland bezieht sich historisch auf die Erfahrungen der italienischen Autonomia.

## Autonomia Operaia
Die Wurzeln der Autonomia liegen in der militanten Arbeiterbewegung der 1960er Jahre, die in engem Zusammenhang mit dem Begriff der Arbeiterautonomie (autonomia operaia) und der Theorie des Operaismus steht. In den 1960ern entwickelte sich innerhalb der Arbeiterbewegung eine Strömung, die sich gegen die Bevormundung durch politische Parteien und Gewerkschaften stellte und eigene, selbstbestimmte Formen des Fabrikkampfes anwendete. Es kam zu spontanen „wilden Streiks“, deren Dauer und Forderungen direkt von den Arbeitern, und nicht vermittelt durch gewerkschaftliche Instanzen, bestimmt wurden. Diese Bewegung der Arbeiterautonomie wandte sich gegen die Arbeit selbst, was sich darin ausdrückte, dass Fließbandsabotage und „Krankfeiern“ zu wichtigen Formen des Fabrikkampfes zählten. Die „Insubordination“ (Ungehorsam) der Arbeiter gegenüber der strengen Arbeitsdisziplin und den entfremdenden Auswirkungen der Fließbandarbeit war ein wichtiger Inhalt autonomer Politik. Diese Artikulationsformen richteten sich gegen das von Arbeiterparteien (PCI, PSI) und Gewerkschaften propagierten Arbeitsethos (Produktivität steigern, damit soziale Reformen ermöglicht werden) und gegen die in Italien in den 1950ern neu eingeführte und in den 1960ern massiv zum Tragen gekommene Arbeitsorganisation der Unternehmen (Fließbandarbeit – Taylorismus). Es gründeten sich autonome Organisationen der Arbeiter wie Potere operaio (Arbeitermacht) in Pisa und Lotta continua (Fortwährender Kampf) in Turin. Diese Organisationen wählten als eine wichtige Methode die sog. Arbeiteruntersuchung, eine Form der Analyse der Arbeitsbedingungen, die von den betroffenen Arbeitern selbst durchgeführt werden sollte. Einen theoretischen Bezugspunkt fanden die autonomen Gruppen in der Zeitschrift Quaderni Rossi (Rote Hefte) und den Thesen des Operaismus (Panzieri, Negri, Tronti u. a.). Eine zentrale Forderung der autonomen Gruppen war diejenige nach einem „politischen Lohn“, also ein garantiertes Einkommen für alle, abgekoppelt von der Arbeit und Produktivität. Bei Demonstrationen der autonomen Arbeiterbewegung, etwa 1960 gemeinsam mit Studierenden und Aktivisten der Resistenza gegen das Treffen der faschistischen MSI in Genua, oder 1962 im Rahmen eines Arbeitskampfes auf der Piazza Statuto in Turin, kam es mitunter zu militanten Auseinandersetzungen mit der Polizei oder mit Faschisten, bei denen vor allem in Süditalien häufig Arbeiter von der Polizei erschossen wurden.

## Der heiße Herbst 1969
Die Kritik am Reformismus der Arbeiterparteien und Gewerkschaften führte Ende der 1960er Jahre vor allem in Norditalien zur Gründung zahlreicher autonomer Basiskomitees in den Fabriken (CUB – Comitati Unitari di Base). Es kam zu Streiks für die Abschaffung der unterschiedlichen Lohnkategorien und eine Reform des Rentensystems. Ab 1968 erreichten die Arbeitskämpfe eine bis dahin ungekannte Intensität und Massenbasis. Darin drückte sich ein starker Einfluss der autonomen Arbeiterbewegung und der CUB aus, da sich die Forderung nach Abkoppelung des Lohnes von der Arbeit und gleiche Lohnerhöhung für alle in diesen Kämpfen verallgemeinerte und Artikulationsformen wie Sabotage der Maschinen und Insubordination (Verweigerung gegenüber der Betriebshierarchie) sich auch hier zeigten. Im Frühjahr 1969 schließlich flammten die Betriebskämpfe bei Fiat in Turin wieder auf, dem größten Unternehmen Italiens und gleichzeitig einem Vorreiter der tayloristischen Arbeitsorganisation. Es entwickelte sich auch eine partielle Verknüpfung zwischen den Arbeitern und der Studierendenbewegung von 1968. Während Studierende sich als Streikposten betätigten, nahmen Arbeiter an den Demonstrationen der Studenten teil. Im Rahmen eines Streiks im Juli 1969 beteiligten sich die Bewohner des Turiner Stadtviertels Mirafiori an Zusammenstößen mit der Polizei, was Ausdruck einer gesellschaftlichen Verbreiterung der Forderungen der autonomen Arbeiter war. Einen Höhepunkt erreichte die Streikaktivität dann im Herbst 1969. Als Folge dieses „heißen Herbstes“ wurden enorme Lohnerhöhungen erwirkt, das Lohnniveau näherte sich 1970 an die Nachbarländer Italiens an, weiters wurden die 40-Stunden-Woche und der Abbau von Lohngruppen durchgesetzt. Im Mai 1970 wurde im Parlament ein neues Arbeiterstatut verabschiedet, das einen weitgehenden Kündigungsschutz garantierte sowie gewerkschaftliche Handlungsfreiheit im Betrieb einführte. Die CUB wurden als Vertretungsorgan der Arbeiter politisch anerkannt.

## Die Bewegung von 1977
Massive staatliche Repression hatte zur Folge, dass die autonome Arbeiterbewegung einen Rückgang im Laufe der 1970er Jahre erfuhr. Die sozialen Kämpfe verlagerten sich in diesem Zeitraum von der Fabrik zunehmend in den gesellschaftlichen Bereich. Dem war eine ökonomische Entwicklung vorausgegangen, nämlich die steigende Automatisierung der Industrie und damit einhergehend der Rückgang der klassischen Arbeiterschaft und wachsende Prekarität der Beschäftigten. In der operaistischen Theorie drückte sich das in der Vorstellung vom „gesellschaftlichen Arbeiter“ aus. Die Gruppen der Arbeiterautonomie lösten sich im Verlauf der 1970er im Zuge der Repression und aufgrund von internen Widersprüchen auf. Viele ihrer Aktivisten blieben jedoch politisch aktiv und setzten ihr Engagement in der aufkommenden Autonomia weiter fort. Es bildeten sich nun häufig autonome Kollektive in den Stadtteilen, die in Verbindung mit den Konflikten in den Fabriken standen. Es entstand ein breites gesellschaftliches Netzwerk, bestehend aus Bücherläden, Verlagen, sozialen Zentren und Künstlerkollektiven, aus dem sich schließlich die Bewegung der Autonomia herausbilden sollte. Verschiedene Strömungen liefen in der Autonomia zusammen: So kam ein bedeutender Impuls von der „autonomen“ Frauenbewegung, die gegen die patriarchalen Strukturen, nicht zuletzt auch innerhalb der emanzipatorischen Bewegung, kämpfte. Dabei gab es innerhalb der Bewegung zwei Grundrichtungen, die „spontane“ Autonomia creativa und die „politischere“ Autonomia organizzata. Gemeinsam war ihnen die Ablehnung der traditionellen Parteipolitik, was sie auch in – manchmal militant ausgetragenen – Konflikt mit den Parteien der Arbeiterbewegung brachte. Der Reproduktionsbereich und nicht die Fabrik war das Feld, auf dem nun vermehrt die Konflikte ausgetragen wurden. Die Autonomia versuchte, z. B. in den centri sociali, alternative Formen des Zusammenlebens auszuprobieren und erkämpfte sich dafür ihre Freiräume, etwa durch die Besetzung von leerstehenden Häusern und Fabriken. In diesen Freiräumen sollten die alltäglichen Bedürfnisse politisiert und in kollektiven und selbstbestimmten Formen ausgelebt werden. Die alternativen Strukturen erstreckten sich von der Kommunikation (freie Radios und Alternativzeitschriften) über die Kultur (Straßentheater, Wandmalerei) bis zur direkten Aneignung („proletarisches Einkaufen“, Mietstreiks, kollektives Schwarzfahren). Im Jahr 1977 erreichte die Autonomia ihren Höhepunkt, und gleichzeitig war es das Jahr ihrer Niederlage. 1977 gingen Hunderttausende Menschen bei den Demonstrationen der Autonomia auf die Straße. Zugleich ließen sich viele Autonomi in militante Auseinandersetzungen mit der Polizei verwickeln, bei denen es Tote auf beiden Seiten gab. Die Frage der Gewalt wurde schließlich auch zu einer Streitfrage innerhalb der Bewegung. Durch die wachsende Konfrontation mit den staatlichen Organen und die folgende Repression (hohe Haftstrafen) verlor die Autonomia viel von ihrer Kraft. Im Rahmen der Repressionswelle wurden auch gezielt die sozialen Netzwerke der Autonomia zerschlagen, etwa durch Räumungen von besetzten Häusern sowie Verbote von Medien und Verlagen. Manche Aktivisten der Autonomia organizzata schlossen sich in der Folge bewaffneten Gruppen, wie der Prima Linea, an. 1981 gehörten von den insgesamt 4.000 politischen Gefangenen in Italien 1.000 der Autonomia an.